# Горит

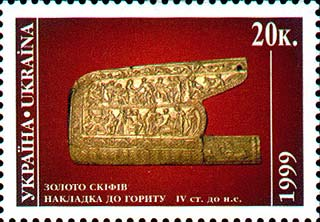
Почтовая марка Украины с изображением золотой обкладки горита

Горит (греч. γωρυτός) — деревянный футляр для лука и стрел, использовавшийся, в основном, скифами в конце VI — начале II веков до н. э.
Покрытые золотыми накладными пластинами с художественными рельефными изображениями гориты были найдены в скифских курганах Солоха и Чертомлык (IV век до н. э.). Изображение горита есть на золотой скифской вазе из кургана Куль-Оба (IV век до н. э.).